# 亀井忠雄
亀井 忠雄（かめい ただお、1941年12月1日 - 2023年6月3日）は、能楽師（葛野流大鼓方）。人間国宝（重要無形文化財保持者各個認定）。配偶者は歌舞伎囃子方九代目田中佐太郎。

## 経歴
東京都出身。日本大学芸術学部卒業。2004年、紫綬褒章受章。2012年、旭日小綬章受章。2019年、能楽の最高秘曲「姨捨」をはじめとする様々な曲趣を奏する卓越した技法による舞台成果により、日本芸術院賞・恩賜賞受賞。同年、日本藝術院会員。
2023年6月3日、肺炎により死去。81歳没。